# Mhangura
Mhangura, auch Mangula, Bergbausiedlung mit 2930 Einwohnern (2012) in der Provinz Mashonaland West in Simbabwe.

## Geografie
Die Stadt ist etwa 1170 m hoch gelegen im nördlichen Teil des Landes etwa 50 km nördlich der Stadt Chinhoyi im Distrikt Makonde.

## Wirtschaft
Sie befindet sich am westlichen Rand eines intensiv bebauten Agrargebietes, einer der Kornkammern des Landes. Der Ort wurde aber bestimmt durch die ehemaligen Kupferbergwerke und die Verarbeitung von 600.000 t Erz pro Jahr. Die Förderung ist allerdings zusammengebrochen, wie der Zimbabwe Standard am 21. Mai 2006 berichtet.
Nachdem die Entwicklung der Stadt in den letzten 20 Jahren rückläufig war, wurde von der Zimbabwe Mining Development Corporation und einem chinesischen Investor in Herbst 2023 fünf Millionen US$ investiert, um die 26 Millionen Tonnen Abfälle einer einstigen Kupfermine aufzuarbeiten.

## Einwohnerentwicklung
Die folgende Übersicht zeigt die Einwohnerzahlen nach dem jeweiligen Gebietsstand seit der Volkszählung 1992.
| Jahr | Einwohner |
| ---- | --------- |
| 1992 | 11.175    |
| 2002 | 5747      |
| 2012 | 2930      |